# Anthospermum asperuloides
Anthospermum asperuloides är en måreväxtart som beskrevs av Joseph Dalton Hooker. Anthospermum asperuloides ingår i släktet Anthospermum och familjen måreväxter. IUCN kategoriserar arten globalt som nära hotad. Inga underarter finns listade i Catalogue of Life.